# Apospasta rubiana
Apospasta rubiana är en fjärilsart som beskrevs av Achille Guenée 1862. Apospasta rubiana ingår i släktet Apospasta och familjen nattflyn. Inga underarter finns listade i Catalogue of Life.